# Teoria das situações didáticas
A Teoria das situações didáticas (em francês: Théorie des situations didactiques) é uma teoria de aprendizagem desenvolvida por Guy Brousseau em contraposição aos trabalhos formalistas característicos da Matemática Moderna. Esta teoria se baseia em outras teorias construtivistas como a Epistemologia genética de Jean Piaget.
Brousseau coloca como ideia básica aproximar o trabalho do aluno ao trabalho de um pesquisador, testando conjecturas, formulando hipóteses, provando, construindo modelos, conceitos, teorias e socializando os resultados, com o devido auxílio do professor, que deverá providenciar situações favoráveis para que o aluno aja sobre o saber, transformando-o em conhecimento para o mesmo.
Um conceito de extrema importância nesta teoria, é o conceito de "milieu" que em tradução literal do francês para o português seria a palavra meio. O "milieu" é tudo que interage com o aluno com o aluno de forma antagônica, ou seja, de forma a desafiar o aluno a encontrar respostas das situações problemas.

## Situações didáticas
De acordo com Brousseau, um situação didática ocorre quando há a intenção (implícita ou explicita) de aprendizagem. Já uma situação adidática (ou não declaradamente didática), é uma situação didática em que o aluno deve perceber as características e padrões que o ajudarão a compreender um novo saber. Durante as situações adidáticas, o professor deve agir como simples mediador/observador, apenas efetuando a devolução do problema.
Segundo Brousseau (1996)
"Uma situação didáctica é um conjunto de relações estabelecidas explicitamente e ou implicitamente entre um aluno ou um grupo de alunos, num certo meio, compreendendo eventualmente instrumentos e objectos, e, um sistema educativo (o professor) com a finalidade de possibilitar a estes alunos um saber constituído ou em via de constituição... o trabalho do aluno deveria, pelo menos em parte, reproduzir características do trabalho científico propriamente dito, como garantia de uma construção efectiva de conhecimentos pertinentes"
Uma situação didáctica é formada pelas múltiplas relações pedagógicas estabelecidas entre professor, alunos e o saber, com a finalidade de desenvolver actividades voltadas para o ensino e para a aprendizagem de um conteúdo específico.
Somente com estes três elementos é que teremos uma situação didáctica.
Porém estes três elementos, ou a situação didáctica, não são suficientes para entender por completo o conteúdo em questão: precisa-se de uma vinculação com outros recursos didácticos, para que se entenda realmente a matéria, como por exemplo, a forma como o professor ensina, os métodos utilizados, a disposição da matéria. É muito importante que o professor saiba apresentar o conteúdo para que os alunos se interessem e vejam o conteúdo na sua realidade, caso contrário os alunos ficarão cada vez mais distantes e não assimilarão os conteúdos pretendidos.

### Tipos de situações didácticas
Brousseau a fim de analisar as relações existentes entre as actividades de ensino com as diversas possibilidades de uso do saber matemático, categoriza situações didácticas em quatro tipos: situações de acção, de formulação, de validação e de institucionalização.

#### Situação de acção
- É aquela quando o aluno, que se encontra activamente empenhado na procura de uma solução de um determinado problema, realiza determinadas acções mais imediatas, que resultam na produção de um conhecimento de natureza mais operacional.

#### Situação de formulação
- O aluno já utiliza na solução do problema estudado, alguns modelos ou esquemas teóricos explícitos além de mostrar um evidente trabalho com informações teóricas de uma forma bem mais elaborada, podendo ainda utilizar uma linguagem mais apropriada para viabilizar esse uso da teoria.2

#### Situação de Validação
- É aquela em que o aluno já utiliza mecanismos de prova e onde o saber é usado com esta finalidade. Estas situações estão relacionadas ao plano da racionalidade e directamente voltadas para o problema da verdade.

#### Situações de institucionalização
- Visam estabelecer o carácter de objectividade e universalidade do conhecimento. O saber tem assim uma função de referência cultural que extrapola o contexto pessoal e localizado... o professor selecciona questões essenciais para a apropriação de um saber formal a ser incorporado como património cultural.

## Situações a-didácticas
Para que exista uma efectiva aprendizagem do aluno, deve-se considerar as situações em que o aluno continua a aprender, mesmo que o professor não esteja presente, pois as aulas em si representam apenas uma parcela dos possíveis momentos de aprendizagem.
No desenrolar de uma situação didáctica, existem diversos tipos de variáveis didácticas, entre elas, algumas em que o professor não controla directamente. Na maioria das vezes, estas variáveis didácticas que o professor não controla directamente, estão inseridas no que Brousseau denominou de situações a-didácticas, situações onde existe aprendizagem, mas sem a presença do professor.
“Quando o aluno se torna capaz de pôr em funcionamento e utilizar por si mesmo o saber que está a construir, numa situação não prevista em qualquer contexto de ensino e também na ausência de qualquer professor, está a ocorrer então o que pode ser chamado de situação a-didáctica.” Brousseau (1996)
A situação a-didáctica caracteriza-se basicamente por momentos do processo de aprendizagem nos quais o aluno trabalha de forma independente, onde não recebe qualquer tipo controlo directo por parte do professor.
Segundo Brousseau, a-didáctica não significa negação da didáctica, mas uma aparente ausência do professor, numa determinada etapa do processo de ensino-aprendizagem, durante o qual, o aluno trabalha individualmente ou em grupo, para construir um novo conhecimento.

### Tipos de situações a-didácticas

#### Situação adidática da ação
- Na situação adidática da ação, o aluno entra num primeiro contato com determinado tipo de problema. Nesta situação, o aluno procura recorrer a conhecimentos anteriores de forma a tentar resolver o problema.

#### Situação adidática da formulação
- Na situação adidática da formulação, o aluno tenta formular conjecturas gerais sobre tipo de problema, é a fase em que o aluno começa a fazer generalizações, sejam elas verdadeiras ou não.

#### Situação adidática da validação
- Na situação adidática da validação, o aluno tenta explicitar algum tipo de prova para as conjecturas formuladas por ele.

#### Situação adidática da institucionalização
- Na situação didática da institucionalização, o professor expõe os conhecimentos relevantes levantados pelos alunos durante a validação e sua ligação com os outros conhecimentos e saberes já estabelecidos.